# Planeta FM (Łódź)
Planeta FM Łódź – łódzka stacja radiowa, należąca do sieci Planeta FM. W jej skład wchodziło 22 lokalnych stacji, z których większość prezentowała szeroko rozumianą muzykę klubową, a grupą docelową była młodzież

## Historia
Planeta FM Łódź została założona 6 grudnia 2008 roku w miejsce zlikwidowanego Radia Pogoda (częstotliwość zajęciu tej przejęło nowe radio Chili Zet). W wyniku połączenia Planety FM i Radia Pogoda powstało radio Planeta Łódź nadające na częstotliwości 104,5 FM.
W latach 2008–2010 stacja nadawała pod linerem: "100% imprezowych hitów"; a w latach 2011-2012 slogan brzmiał: "W rytmie Hitow". Wówczas zmianie uległy również dżingle stacji. 
29 maja 2013 właściciel sieci – holding Eurozet poinformował o zastąpieniu Planety FM (w tym również Planety Łódź) marką Zet Gold, nadającą dotychczas pod tą samą nazwą w Internecie.
Siedziba rozgłośni znajduje się przy ul. Traugutta 25 w Łodzi.

## Ponadregionalna Planeta FM
Do marca 2012 roku, Planeta FM w Łodzi codziennie przez kilka godzin retransmitowała program warszawskiej Planety FM. Obecnie program nie jest retransmitowany w soboty, a jedynie od poniedziałku do piątku (poranna audycja "Ranne harce") i w niedziele (lista przebojów "Total Chart").
Od kwietnia w stacji pojawiają się tzw. voice-tracking (prowadzący nie pojawiają się w czasie rzeczywistym na antenie). Wówczas program jest jedynie pośrednio retransmitowany z warszawskiej Planety FM.
Radio nadawało też z sieci ponadregionalnej relację z lipcowych festiwali muzyki klubowej Sunrise Festival w 2009 i 2010 roku w Kołobrzegu, listopadowej imprezy cyklicznej Mayday 2009 oraz sylwestrowych imprez w warszawskim klubie Capitol 2009/2010 oraz 2010/2011.

## Programy
Pogrubioną czcionką są oznaczone programy z wspólnego pasma warszawsko-krakowsko-łódzkiego.
- "100 PROC Imprezowych Hitów"
- "Słowotalk"
- "Czego się słucha Eski"
- "Ranne harce (Poranny wake up)"
- "Total Chart"
- "Oldskul"
- "HIT FM"
- "Gramy Tak Gadamy"
- "Double Trouble"
- "Ibiza Project (Dio & Filip)"
- "Ministry Of Sound Radio RMF MAXXX"
- "Hed Kandi Radio ESKA"
- "Niedzielna regeneracja"
- "Horizontal (Justin Wilkes)"
- "Defected In The House"
- "Trance Around The World (Above & Beyond)"
- "Mafia Mike"
- "Nocturnal Groove (The Shapeshifters)"
- "So Happy In Paris (Michael Canitrot)"
- "In Deep Sessions (Martin Harmony)"
- "Music Of The Future"
- "Toolroom Knights (Mark Knight)"
- Hot Mix (DJ Pon-3)
- "Made in Poland"

(Ostatnia aktualizacja: 15 stycznia 2013)